# Список гравців, вибраних під першим номером на драфті НБА

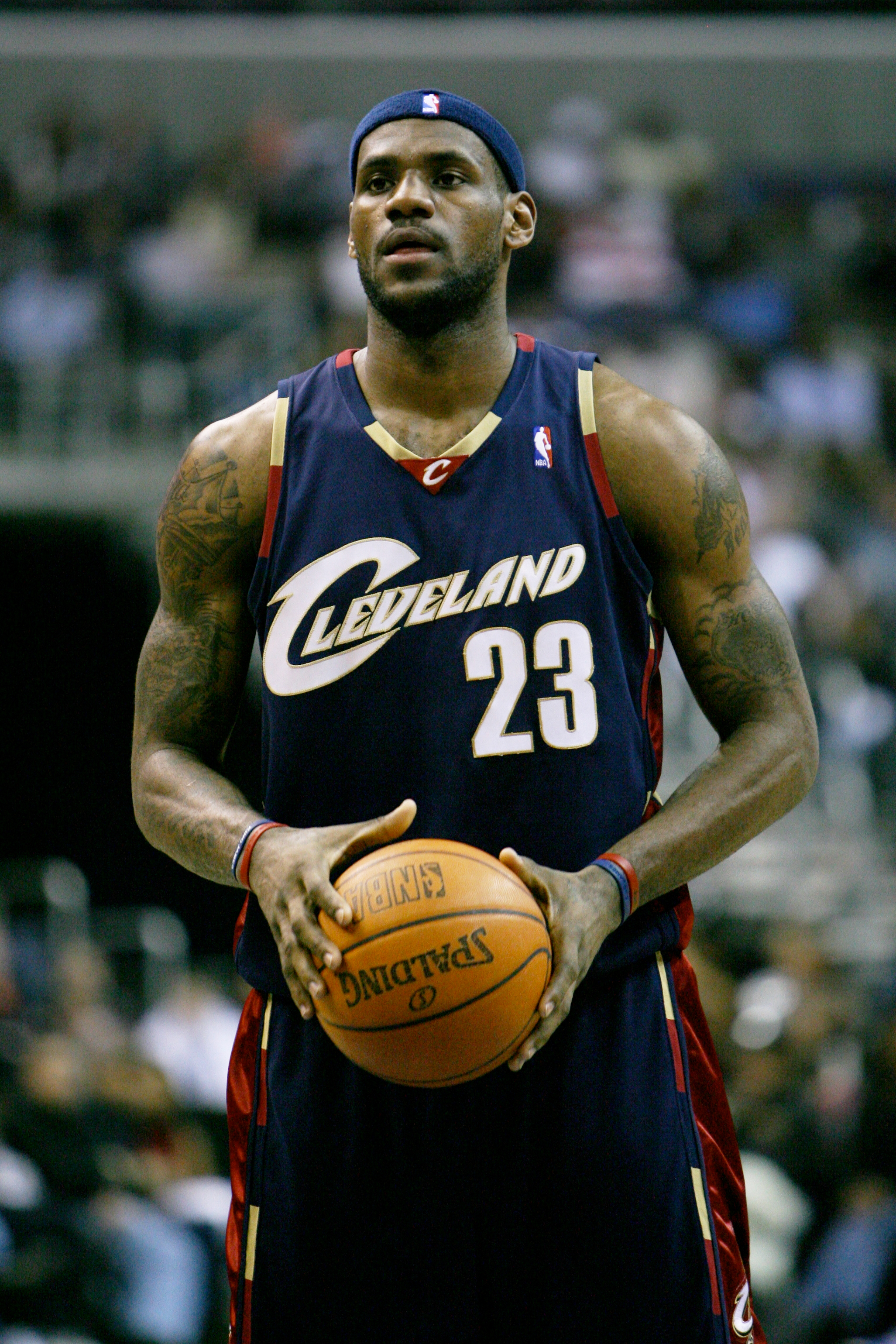
Леброн Джеймс, задрафтований прямо зі старшої школи, був одним із найбільш передбачуваних перших номерів.

Перший номер на драфті НБА — баскетболіст, який вибраний першим серед усіх гравців, що мають право бути обраними під час щорічного драфту НБА. Право на перший вибір має команда, яка виграла драфтову лотерею. У більшості випадків це команда, що мала найгірше співвідношення перемог до поразок в попередньому регулярному чемпіонаті, оскільки вона має найбільші попередні шанси на виграш. Команда і гравець першого вибору потрапляють у фокус ЗМІ.
Одинадцять перших виборів драфту зрештою вигравали звання Найціннішого гравця НБА (MVP): Оскар Робертсон, Карім Абдул-Джаббар (рекордні шість разів), Білл Волтон, Меджик Джонсон (три рази), Хакім Оладжувон, Девід Робінсон, Шакіл О'Ніл, Аллен Айверсон, Тім Данкан (двічі), Леброн Джеймс (чотири рази) і Деррік Роуз (наймолодший переможець).
З моменту введення драфтової лотереї 1985 року семеро перших виборів виграли титул чемпіона НБА: Девід Робінсон, Шакіл О'Ніл, Гленн Робінсон, Тім Данкан, Леброн Джеймс, Ендрю Богут і Кайрі Ірвінг.
Китаєць Яо Мін (2002) та італієць Андреа Барньяні (2006) це єдині двоє гравців без змагальної практики в США, задрафтовані під першим загальним номером. Станом на 2017 рік дев'ять інших іноземних гравців, які мали досвід виступів за американські коледжі були вибрані під першим номером: Майкл Томпсон (Багамські Острови, 1978), Хакім Оладжувон (Нігерія, 1984), Патрік Юінг (Ямайка, 1985), Тім Данкан (UАмериканські Віргінські Острови, 1997), Майкл Оловоканді (Нігерія, 1998), Ендрю Богут (Австралія, 2005), Кайрі Ірвінг (Австралія, 2011), Ентоні Беннетт (Канада, 2013), Ендрю Віггінс (Канада, 2014), Бен Сіммонс (Австралія, 2016). Данкан має американське громадянство, але НБА його вважає іноземним гравцем, оскільки він не народився в одному з 50-ти американських штатів або Вашингтоні. Юінг мав подвійне ямайсько-американське громадянство в момент драфту, а Ірвінг і Сіммонс подвійне австралійсько-американське громадянство.
Зауважте, що драфти від 1947 до 1949 року проводила Баскетбольна асоціація Америки (БАА) перед тим як вона восени 1949 року поглинула команди з Національної баскетбольної ліги. Офіційні публікації НБА включають драфти БАА як частину своєї історії

## Легенда
| ^                             | Позначає гравців, обраних на участь у Матчі всіх зірок або до складу Збірної всіх зірок |
| ^*                            | Позначає членів Баскетбольної зали слави                                                |
| PPG                           | Очок у середньому за гру                                                                |
| APG                           | Передач за гру                                                                          |
| RPG                           | Підбирань за гру                                                                        |
| Гравець (позначений прописом) | Новачок року                                                                            |

## Список перших номерів вибору
| Драфт | Обраний командою            | Гравець               | Громадянство      | Позиція           | Коледж/старша школа/колишній клуб       | Статистика новачка | Статистика новачка | Статистика новачка | Пос.    |
| Драфт | Обраний командою            | Гравець               | Громадянство      | Позиція           | Коледж/старша школа/колишній клуб       | PPG                | RPG                | APG                | Пос.    |
| ----- | --------------------------- | --------------------- | ----------------- | ----------------- | --------------------------------------- | ------------------ | ------------------ | ------------------ | ------- |
| 1947  | Pittsburgh Ironmen          | Кліфтон Макнілі       | США               | —                 | Texas Wesleyan                          | —                  | —                  | —                  | [ b ]   |
| 1948  | Провіденс Стімроллерс       | Енді Тонкович         | USA               | Захисник/Форвард  | Маршалл                                 | 2,6                | —                  | 0,6                | [ 9 ]   |
| 1949  | Провіденс Стімроллерс       | Гауі Шеннон           | USA               | Центровий         | Канзас Стейт                            | 13,4               | —                  | 2,3                | [ 11 ]  |
| 1950  | Бостон Селтікс              | Чак Шейр              | USA               | Центровий         | Боулінг Грін                            | 3,9                | 5,3                | 1,0                | [ 12 ]  |
| 1951  | Балтимор Буллетс            | Джін Мелкіорре        | USA               | Захисник          | Бредлі                                  | —                  | —                  | —                  | [ e ]   |
| 1952  | Мілвокі Гокс                | Марк Воркмен          | USA               | Центровий         | Вест Вірджинія                          | 5,1                | 3,0                | 0,6                | [ 17 ]  |
| 1953  | Балтимор Буллетс            | Рей Фелікс^           | USA               | Захисник/Форвард  | Long Island                             | 17,6               | 13,3               | 1,1                | [ 19 ]  |
| 1954  | Балтимор Буллетс            | Френк Селві^          | USA               | Форвард/Центровий | Furman                                  | 19,0               | 5,5                | 3,5                | [ 20 ]  |
| 1955  | Мілвокі Гокс                | Дік Рікеттс           | USA               | Захисник/Форвард  | Дюкейн                                  | 8,9                | 7,2                | 3,0                | [ 22 ]  |
| 1956  | Рочестер Роялз              | Сігуго Грін           | USA               | Захисник/Форвард  | Дюкейн                                  | 11,5               | 5,2                | 3,6                | [ 24 ]  |
| 1957  | Цинциннаті Роялз            | Род Гандлі^           | USA               | Захисник          | Вест Вірджинія                          | 7,0                | 2,9                | 1,9                | [ 25 ]  |
| 1958  | Міннеаполіс Лейкерс         | Елгін Бейлор^*        | USA               | Форвард           | Сіетл                                   | 24,9               | 15,0               | 4,1                | [ 27 ]  |
| 1959  | Цинциннаті Роялз            | Боб Бузер^            | USA               | Форвард           | Канзас Стейт                            | 8,4                | 6,2                | 1,4                | [ 29 ]  |
| 1960  | Цинциннаті Роялз            | Оскар Робертсон^*     | USA               | Захисник/Форвард  | Цинциннаті                              | 30,5               | 10,1               | 9,7                | [ 32 ]  |
| 1961  | Чикаго Пекерс               | Волт Белламі^*        | USA               | Центровий         | Індіана                                 | 31,6               | 19,0               | 2,7                | [ 33 ]  |
| 1962  | Чикаго Зефірс               | Білл Макгілл          | USA               | Форвард/Центровий | Юта                                     | 7,4                | 2,7                | 0,6                | [ 35 ]  |
| 1963  | Нью-Йорк Нікс               | Арт Геймен            | USA               | Форвард/Захисник  | Дьюк                                    | 15,4               | 4,0                | 3,4                | [ 37 ]  |
| 1964  | Нью-Йорк Нікс               | Джим Барнс            | USA               | Центровий/Форвард | Texas Western                           | 15,5               | 9,7                | 1,2                | [ 39 ]  |
| 1965  | Сан-Франциско Ворріорз      | Фред Гетцел           | USA               | Форвард/Центровий | Девідсон                                | 6,8                | 5,2                | 0,5                | [ 41 ]  |
| 1966  | Нью-Йорк Нікс               | Каззі Расселл^        | USA               | Форвард/Захисник  | Мічиган                                 | 11,3               | 3,3                | 2,4                | [ 42 ]  |
| 1967  | Детройт Пістонс             | Джиммі Вокер^         | USA               | Захисник          | Провіденс                               | 8,8                | 1,7                | 2,8                | [ 43 ]  |
| 1968  | Сан-Дієго Рокетс            | Елвін Гейс^*          | USA               | Центровий/Форвард | Х'юстон                                 | 28,4               | 17,1               | 1,4                | [ 44 ]  |
| 1969  | Мілвокі Бакс                | Карім Абдул-Джаббар^* | USA               | Центровий         | УКЛА                                    | 28,8               | 14,5               | 4,1                | [ 46 ]  |
| 1970  | Детройт Пістонс             | Боб Леньє^*           | USA               | Центровий         | Сейнт-Бонавенче                         | 15,6               | 8,1                | 1,8                | [ 47 ]  |
| 1971  | Клівленд Кавальєрс          | Остін Карр^           | USA               | Захисник          | Нотр-Дам                                | 21,2               | 3,5                | 3,4                | [ 48 ]  |
| 1972  | Портленд Трейл-Блейзерс     | Лару Мартін           | USA               | Центровий         | Loyola (Illinois)                       | 4,4                | 4,6                | 0,5                | [ 49 ]  |
| 1973  | Філадельфія Севенті-Сіксерс | Даг Коллінс^          | USA               | Захисник/Форвард  | Іллінойс Стейт                          | 8,0                | 1,8                | 1,6                | [ 50 ]  |
| 1974  | Портленд Трейл-Блейзерс     | Білл Волтон^*         | USA               | Центровий         | УКЛА                                    | 12,8               | 12,6               | 4,8                | [ 51 ]  |
| 1975  | Атланта Гокс                | Девід Томпсон^*       | USA               | Форвард/Захисник  | НК Стейт                                | 26,0               | 6,3                | 3,7                | [ 52 ]  |
| 1976  | Х'юстон Рокетс              | Джон Лукас II         | USA               | Захисник          | Меріленд                                | 11,1               | 2,7                | 5,6                | [ 53 ]  |
| 1977  | Мілвокі Бакс                | Кент Бенсон           | USA               | Центровий         | Індіана                                 | 7,7                | 4,3                | 1,4                | [ 54 ]  |
| 1978  | Портленд Трейл-Блейзерс     | Майкл Томпсон         | Багамські Острови | Форвард/Центровий | Міннесота                               | 14,7               | 8,3                | 2,4                | [ 55 ]  |
| 1979  | Лос-Анджелес Лейкерс        | Меджик Джонсон^*      | USA               | Захисник/Форвард  | Мічиган Стейт                           | 18,0               | 7,7                | 7,3                | [ 56 ]  |
| 1980  | Голден-Стейт Ворріорс       | Джо Баррі Керролл^    | USA               | Центровий         | Пердью                                  | 18,9               | 9,3                | 1,4                | [ 57 ]  |
| 1981  | Даллас Маверікс             | Марк Агірре^          | USA               | Форвард           | Де Пол                                  | 18,7               | 4,9                | 3,2                | [ 58 ]  |
| 1982  | Лос-Анджелес Лейкерс        | Джеймс Верті^*        | USA               | Форвард           | Північна Кароліна                       | 13,4               | 5,2                | 1,7                | [ 59 ]  |
| 1983  | Х'юстон Рокетс              | Ральф Семпсон^*       | USA               | Центровий         | Вірджинія                               | 21,0               | 11,1               | 2,0                | [ 60 ]  |
| 1984  | Х'юстон Рокетс              | Хакім Оладжувон^*     | [ s ]             | Центровий         | Х'юстон                                 | 20,6               | 11,9               | 1,4                | [ 63 ]  |
| 1985  | Нью-Йорк Нікс               | Патрік Юїнг^*         | USA               | Центровий         | Джорджтаун                              | 20,0               | 9,0                | 2,0                | [ 66 ]  |
| 1986  | Клівленд Кавальєрс          | Бред Догерті^         | USA               | Центровий         | Північна Кароліна                       | 15,7               | 8,1                | 3,8                | [ 67 ]  |
| 1987  | Сан-Антоніо Сперс           | Девід Робінсон^*      | USA               | Центровий         | Неві                                    | 24,3               | 12,0               | 2,0                | [ 69 ]  |
| 1988  | Лос-Анджелес Кліпперс       | Денні Маннінг^        | USA               | Форвард           | Канзас                                  | 16,7               | 6,6                | 3,1                | [ 70 ]  |
| 1989  | Сакраменто Кінґс            | Первіс Еллісон        | USA               | Центровий         | Луїсвілл                                | 8,0                | 5,8                | 1,9                | [ 71 ]  |
| 1990  | Нью-Дже́рсі Нетс             | Деррік Коулмен^       | USA               | Форвард/Центровий | Сірак'юс                                | 18,4               | 10,3               | 2,2                | [ 72 ]  |
| 1991  | Шарлотт Горнетс             | Ларрі Джонсон^        | USA               | Форвард           | УНВЛ                                    | 19,2               | 11,0               | 3,6                | [ 73 ]  |
| 1992  | Орландо Меджик              | Шакіл О'Ніл^*         | USA               | Центровий         | ЛСЮ                                     | 23,4               | 13,9               | 1,9                | [ 74 ]  |
| 1993  | Орландо Меджик              | Кріс Веббер^          | USA               | Форвард           | Мічиган                                 | 17,5               | 9,1                | 3,6                | [ 75 ]  |
| 1994  | Мілвокі Бакс                | Гленн Робінсон^       | USA               | Форвард           | Пердью                                  | 21,9               | 6,4                | 2,5                | [ 76 ]  |
| 1995  | Голден-Стейт Ворріорс       | Джо Сміт              | USA               | Форвард           | Меріленд                                | 15,3               | 8,7                | 1,0                | [ 77 ]  |
| 1996  | Філадельфія Севенті-Сіксерс | Аллен Айверсон^*      | USA               | Захисник          | Джорджтаун                              | 23,5               | 4,1                | 7,5                | [ 78 ]  |
| 1997  | Сан-Антоніо Сперс           | Тім Данкан^           | USA               | Форвард/Центровий | Вейк Форест                             | 21,1               | 11,9               | 2,7                | [ 80 ]  |
| 1998  | Лос-Анджелес Кліпперс       | Майкл Оловоканді      | NGA               | Центровий         | Пасіфік                                 | 8,9                | 7,9                | 0,6                | [ 81 ]  |
| 1999  | Чикаго Буллз                | Елтон Бренд^          | USA               | Форвард           | Дьюк                                    | 20,1               | 10,0               | 1,9                | [ 83 ]  |
| 2000  | Нью-Дже́рсі Нетс             | Кеньйон Мартін^       | USA               | Форвард           | Цинциннаті                              | 12,0               | 7,4                | 1,9                | [ 84 ]  |
| 2001  | Вашингтон Візардс           | Кваме Браун           | USA               | Центровий         | Академія Глінн HS (Бранзвік (Джорджия)) | 4,5                | 3,5                | 0,8                | [ 85 ]  |
| 2002  | Х'юстон Рокетс              | Яо Мін^*              | КНР               | Центровий         | Шанхай Шаркс (Китай)                    | 13,5               | 8,2                | 1,7                | [ 86 ]  |
| 2003  | Клівленд Кавальєрс          | Леброн Джеймс^        | USA               | Форвард           | St. Vincent-St. Mary HS (Акрон)         | 20,9               | 5,5                | 5,9                | [ 87 ]  |
| 2004  | Орландо Меджик              | Двайт Говард^         | USA               | Центровий         | SACA (Атланта)                          | 12,0               | 10,0               | 0,9                | [ 88 ]  |
| 2005  | Мілвокі Бакс                | Ендрю Богут^          | Австралія         | Центровий         | Юта                                     | 9,4                | 7,0                | 2,3                | [ 89 ]  |
| 2006  | Торонто Репторз             | Андреа Барньяні       | Італія            | Форвард/Центровий | Бенеттон Тревізо (Італія)               | 11,6               | 3,9                | 0,8                | [ 90 ]  |
| 2007  | Портленд Трейл-Блейзерс     | Грег Оден             | USA               | Центровий         | Огайо Стейт                             | 8,9                | 7,0                | 0,5                | [ 92 ]  |
| 2008  | Чикаго Буллз                | Деррік Роуз^          | USA               | Захисник          | Мемфіс                                  | 16,8               | 3,9                | 6,3                | [ 93 ]  |
| 2009  | Лос-Анджелес Кліпперс       | Блейк Остін Гріффін^  | USA               | Форвард           | Оклахома                                | 22,5               | 12,1               | 3,8                | [ 95 ]  |
| 2010  | Вашингтон Візардс           | Джон Волл^            | USA               | Захисник          | Кентуккі                                | 16,4               | 4,6                | 8,3                | [ 96 ]  |
| 2011  | Клівленд Кавальєрс          | Кайрі Ірвінг^         | USA               | Захисник          | Дьюк                                    | 18,5               | 3,7                | 5,4                | [ 99 ]  |
| 2012  | Нью-Орлінс Горнетс          | Ентоні Девіс^         | USA               | Форвард/Центровий | Кентуккі                                | 13,5               | 8,2                | 1,0                | [ 100 ] |
| 2013  | Клівленд Кавальєрс          | Ентоні Беннетт        | Канада            | Форвард           | УНВЛ                                    | 4,2                | 3,0                | 0,3                | [ 101 ] |
| 2014  | Клівленд Кавальєрс          | Ендрю Віггінс         | CAN               | Форвард/Захисник  | Канзас                                  | 16,9               | 4,6                | 2,1                | [ 102 ] |
| 2015  | Міннесота Тімбервулвз       | Карл-Ентоні Таунс     | DOM               | Центровий         | Кентуккі                                | 18,3               | 10,4               | 2,0                | [ 103 ] |
| 2016  | Філадельфія Севенті-Сіксерс | Бен Сіммонс           | AUS               | Форвард           | ЛСЮ                                     | 15,8               | 8,1                | 8,2                | [ 104 ] |
| 2017  | Філадельфія Севенті-Сіксерс | Маркелл Фульц         | USA               | Захисник          | Вашингтон                               | 7,1                | 3,1                | 3,8                | [ 105 ] |
| 2018  | Фінікс Санз                 | Деандре Ейтон         | BAH               | Центровий         | Аризона Вайлдкетс                       | 16,3               | 10,3               | 1,8                | [ 106 ] |
| 2019  | Нью-Орлінс Пеліканс         | Зайон Вільямсон       | USA               | Форвард           | Дюк Блю Девілз                          | 22,5               | 6,3                | 2,1                | [ 107 ] |
| 2020  | Міннесота Тімбервулвз       | Ентоні Едвардс        | USA               | Захисник          | Джорджія Бульдогс                       | 19,3               | 4,7                | 2,9                | [ 108 ] |
| 2021  | Детройт Пістонс             | Кейд Каннінгем        | USA               | Захисник          | Оклахома Стейт Ковбойз                  | 17,4               | 5,5                | 5,6                | [ 109 ] |
| 2022  | Орландо Меджик              | Паоло Банкеро         | USA               | Форвард           | Дюк Блю Девілз                          | 20,0               | 6,9                | 3,7                | [ 110 ] |
| 2023  | Сан-Антоніо Сперс           | Віктор Вембаньяма     | FRA               | Форвард/Центровий | Метрополітан 92                         | 21,4               | 10,6               | 3,9                | [ 111 ] |
| 2024  | Атланта Гокс                | Закарі Різаше         | FRA               | Форвард           | Бург                                    | —                  | —                  | —                  |         |

## Нотатки
1. 1 2 3  Всю статистику взято з першого року гри баскетболіста в НБА, якщо не зазначено іншого.
2. 1 2  Кліфтон Макнілі ніколи не грав у професійний баскетбол. Натомість він став баскетбольним тренером у Pampa High School (Техас).[7][8]
3. ↑  Гауі Шеннон став першим номером вибору, хоча Ед Маколі і Верн Міккельсен були вибрані перед драфтами своїми командами як територіальні вибори.[10]
4. ↑  Чарлі Шейр не грав у сезоні 1950–51. Його статистику новачка взято з сезону 1951–52.[12] Шейр став першим номером вибору, хоча Філадельфія Ворріорз вибрали Пола Арізіна перед драфтом як свій територіальний вибір.[13]
5. 1 2  Джін Мелкіорре ніколи не грав у НБА. Йому довічно заборонили грати через участь у скандалі зі зливання очок CCNY.[14] Мелкіорре став першим номером вибору, хоча Міннеаполіс Лейкерс вибрали Маєра Скуга перед драфтом як свій територіальний вибір.[15]
6. ↑  Марк Воркмен став першим номером вибору, хоча Філадельфія Ворріорз вибрала Білла Млкві перед драфтом як свій територіальний вибір.[16]
7. ↑  Ray Felix став першим номером вибору, хоча Ерні Бек і Волтер Дюкс були вибрані перед драфтом командами як свій територіальний вибір.[18]
8. ↑  Dick Ricketts став першим номером вибору, хоча Дік Гармейкер і Том Гола були вибрані перед драфтом командами як свій територіальний вибір.[21]
9. ↑  Сігуго Грін став першим номером вибору, хоча Селтікс вибрали Тома Гайнзона перед драфтом як свій територіальний вибір.[23]
10. ↑  Елгін Бейлор став першим номером вибору, хоча Філадельфія Ворріорз вибрали Гая Роджерса перед драфтом як свій територіальний вибір.[26]
11. ↑  Боб Бузер став першим номером вибору, хоча Вілт Чемберлейн і Боб Феррі були вибрані перед драфтом командами як свій територіальний вибір.[28]
12. ↑  Хоча Цинциннаті Роялз вибрали Оскара Робертсона як свій територіальний вибір, його водночас визнають як перший загальний вибір, оскільки Роялз мали право першого вибору.[30][31]
13. ↑  Білл Макгілл став першим номером вибору, хоча Дейв Дебушер і Джеррі Лукас були вибрані перед драфтом командами як свій територіальний вибір.[34]
14. ↑  Art Heyman став першим номером вибору, хоча Цинциннаті Роялз вибрали Тома Текера перед драфтом як свій територіальний вибір.[36]
15. ↑  Джим Барнс став першим номером вибору, хоча Волт Газзард і Джордж Вілсон були вибрані перед драфтом командами як свій територіальний вибір.[38]
16. ↑  Фред Гетцел став першим номером вибору, хоча Білл Бредлі, Білл Бантін і Гейл Гудріч були вибрані перед драфтом командами як свій територіальний вибір.[40]
17. ↑  Перед сезоном 1971–72 Лью Алсіндор змінив своє їм'я на Карім Абдул-Джаббар.[45]
18. ↑  Девід Томпсон грав у Американській баскетбольній асоціації (ABA) в сезоні 1975–76 і не грав у НБА до 1976 року. Його статистика новачка наведена для сезону 1976–77.[52]
19. 1 2  Хакім Оладжувон народився в Нігерії, але 1993 року став натуралізованим громадянином США. Коли прибув до цієї країни, то Університет Х'юстона неправильно написав його їм'я як "Akeem". Оладжувон використовував це написання до 9 березня 1991 року, коли проголосив, що додасть спереду H, кажучи, що "Я не змінюю написання свого їм'я, я його коригую."[61][62]
20. ↑  Патрік Юїнг народився на Ямайці, але став натуралізованим громадянином США коли проживав у Джорджтауні.[64] Він був у складі збірної США на Олімпійських іграх 1984.[65]
21. ↑  Девід Робінсон не грав у НБА до 1989 року через його службу у ВМС США.[68] Показники його як новачка взято з сезону 1989–90.[69]
22. ↑  Тім Данкан є громадянином США від народження, оскільки він народився на Американських Віргінських Островах. Завдяки цьому він грав за збірну США.[79]
23. ↑  Елтон Бренд поділив звання Новачок року зі Стівом Френсісом з Х'юстон Рокетс.[82]
24. ↑  Грег Оден пройшов процедуру microfracture surgery на правому коліні перед сезоном 2007–08 і його довелося повністю пропустити. Його статистику новачка взято з сезону 2008–09.[91]
25. ↑  Blake Griffin injured his left kneecap in a pre-season game before the 2009–10. He underwent a surgery in January 2010 and missed the entire season. His rookie statistics are from the 2010–11.[94]
26. ↑  Kyrie Irving was born in Australia від американських батьків who returned to the U.S. when he was two years old. He has played for the U.S. internationally at both youth and senior level.[97][98]
27. ↑  Karl-Anthony Towns was born and raised in the United States, his mother is Dominican. He has chosen to represent the Dominican Republic at the international level
28. ↑  Ben Simmons was born and raised in Australia to an American father and Australian mother.